# 松岡和美
松岡 和美（まつおか かずみ、1965年 - ）は、日本の言語学者。専門は手話言語学。慶應義塾大学教授。

## 来歴・人物
大阪府東大阪市出身。1988年京都外国語大学外国語学部英米語学科卒業。1990年筑波大学大学院教育研究科修了、教育学修士。1992年コネチカット大学現代・古典文学部非常勤講師。1995年コネチカット大学言語学部ハスキンズ言語研究所研究助手。1996年マウントホリヨーク大学アジア研究科客員講師。1998年コネチカット大学言語学部大学院修了、Ph.D.。同年メンフィス大学外国語・外国文学部助教授。2000年慶應義塾大学経済学部助教授。2004年言語科学会運営委員。2006年慶應義塾大学経済学部教授。2007年日本英語学会運営委員。

## 著作

### 著書
- "The acquisition of Japanese case particles and the theory of case checking" University of Microfilms International 1998年
- 『日本手話で学ぶ手話言語学の基礎』くろしお出版 2015年
- 『わくわく！納得！手話トーク』くろしお出版 2021年

### 編書
- 『生成文法の軌跡と展望』（小野尚之, 近藤真, 藏藤健雄, 藤本幸治と共編）金星堂 2014年
- 『手話言語学のトピック：基礎から最前線へ』（内堀朝子と共編）くろしお出版 2023年

### 監修
- 『NHKみんなの手話 2018年4月～6月/10～12月』NHK出版 2018年
- 『NHKみんなの手話 2018年7～9月/2019年1～3月』NHK出版 2018年
- 『NHKみんなの手話 2019年4～6月/10～12月』NHK出版 2019年
- 『NHKみんなの手話 2019年7～9月/2020年1～3月』NHK出版 2019年